# Специјална библиотека
Специјална библиотека је библиотека која је ограничена на једну тему има своју клијентелу и која пружа спцијализоване сервисе тој клијентели. У специјалне библиотеке се убрајају медицинске библиотеке, музејске библиотеке, библиотеке намењене слепим и слабовидим итд. Такође се убрајају и библиотеке у оквиру академских институција јер њихова клијентела могу бити само професори и студенти те институције.